# Lepidosaphes piceae
Lepidosaphes piceae är en insektsart som först beskrevs av Tang 1986.  Lepidosaphes piceae ingår i släktet Lepidosaphes och familjen pansarsköldlöss. Inga underarter finns listade i Catalogue of Life.